# Чулук (Ошская область)
Чулук (кирг. Чулук) — село в Чон-Алайском районе Ошской области Кыргызстана. Входит в состав Жекендинского айылного аймака.

## География
Село расположено в юго-западной части области, в высокогорной зоне, на правом берегу реки Кызылсу, на расстоянии приблизительно 22 километров (по прямой) к западо-юго-западу от села Дараут-Курган, административного центра района.

## Население
Согласно оценочным данным Национального статистического комитета Кыргызской Республики, численность населения села на начало 2023 года составляла 988 человек.
| год     | 2009 | 2014 | 2015 | 2020 | 2021 | 2023 |
| ------- | ---- | ---- | ---- | ---- | ---- | ---- |
| человек | 844  | 828  | 846  | 925  | 931  | 988  |